# Bélmez de la Moraleda
Bélmez de la Moraleda – gmina w Hiszpanii, w prowincji Jaén, w Andaluzji, o powierzchni 49,44 km². W 2011 roku gmina liczyła 1752 mieszkańców.